# BLOODY MONDAY
『BLOODY MONDAY』（ブラッディ マンデイ）は、龍門諒原作・恵広史作画の漫画作品、およびそれを原作とした連続テレビドラマ。

## 概要
日本の天才ハッカーである高校生がハッキング能力を駆使しながら日本の治安機関と協力をして、無差別大量殺人を目論むテロ集団に立ち向かう物語。『週刊少年マガジン』2007年17号より連載を開始。「目眩く頭脳戦」「予測不能の展開から目を離すな」「少年漫画史を変えるショッキングサスペンス連載」というフレーズでの宣伝がなされていた。
Season1第1話は巻頭カラーで67ページという掲載となった。2009年20号（4月15日発売）でSeason1が終了し、半年後の同年46号（10月14日発売）〜2011年21号（4月20日発売）にSeason2『絶望ノ匣（パンドラノハコ）』を連載。同年29号（6月15日発売）〜2012年17号（3月28日発売）連載のラストシーズンをもって完結した。2010年7月時点でコミック累計販売数は500万部を突破している。

## あらすじ
Season1
主人公の高木藤丸は、普通の高校に通う2年生。普段は無気力でだらしがない少年。しかし裏では、天才的なハッキング能力を持つ正体不明のカリスマハッカー『ファルコン』として、父・竜之介が所属する公安調査庁の一組織『THIRD-i』の仕事を手伝っていた。
極寒の地・ロシアで、売人から極めて危険なウイルスを手に入れた謎の女テロリスト・折原マヤが、藤丸の通う弥代学院へ生物教師として赴任して来る。特殊拘置所で収監されている神島紫門がかつて率いていた宗教団体は、教祖を奪還すべくテロ計画を実行に移そうとしていた。彼らは、かつて神島一派の起こした事件をハッキング能力で未然に防いでいた藤丸の能力を高く評価し、藤丸を事件に巻き込もうとする。
藤丸は、幼馴染で自身のバックアップ役でもある九条音弥の協力を得て、テロメンバーの折原マヤの逮捕に成功する。しかし、折原マヤを移送する際に、THIRD-i内部に内通者がいることが判明し、藤丸の機転を利かせた結果、それは宝生小百合であることが判明する。
Season2 絶望ノ匣
『BLOODY MONDAY』から2年後。藤丸は以前のような平和な日々を過ごしていた。ある日、テロリストにより飛行機がハイジャックされてしまう。彼らの目的は、テロ組織『魔弾の射手』の指導者で最重要犯罪者として収監されている火野アレクセイの釈放だった。
ラストシーズン
『魔弾の射手』事件の後、大切な人を失った藤丸は行方をくらましていた。事件から1年後、東京で開催される12か国首脳会談の警備に駆り出された『THIRD-i』。そのパーティー会場には音弥と遥の姿もあった。しかし会場は、仮面を付けたテロリストたちに占拠されてしまう。その裏には、藤丸、J、そして最大の敵『物語綴』の思惑が隠されていた。

## 登場人物

### 主要人物
高木 藤丸（たかぎ ふじまる）
本作品の主人公。高木竜之介・加奈子夫妻の第1子にあたり長男である。弥代学院高等部2年・新聞部員（Season1）→浪人生（Season2〜）。Season1では16歳（本当は17歳の年だが誕生日を迎えていないため）。Season2では19歳、ラストシーズンでは20歳。
普段は不真面目な学生。しかし影では天才ハッカー『ファルコン』として高度なハッキング能力を駆使し悪人の不正を告発している。実力はウィザード級と評される。その能力は天性のものらしく、小学4年生で有料アダルトサイトのハッキングに成功している（これが藤丸の初めてのハッキングである）。竜之介の勤める公安調査庁のコンピュータシステムに侵入したことがきっかけで、竜之介の仕事を手伝っている。その仕事の1つとして請け負った『クリスマスの虐殺』の解読を発端に、一連のテロ事件に関わっていくことになる。パソコンはブログをやっていた母親から習っている。
『THIRD-i』から支給された高性能なノートPCを普段使いしていた。
Season1後半で正式に『THIRD-i』の職員となり、東京をテロから救った。
『BLOODY MONDAY』の後は、表向きは矢島の喫茶店でアルバイトをしつつ浪人生活を送っていたが、裏では秘密裏に設立された自分の専属チーム『チーム・ファルコン』のリーダーとしてテロ対策のために動いていた（ただし、あおいなど身近な人物には「事件のショックでハッキングはやめた」と偽っていた（音弥は『チーム・ファルコン』のリーダーとして活動していることを知っていたことから音弥に対しては真実を話していた模様））。
『魔弾の射手』のテロ事件の最中に水沢響とは恋仲に。事件が解決後、某国に拉致されたまま行方の知れなくなった響の捜索を続けるがJの連絡を受けて、響の救出にも成功。その後一時期遥と兄妹2人で旅行していたが、後に失踪。1年後、『物語綴（ストーリーテラー）』を止めるためにJと共に行動し、テロリストの汚名を被る覚悟で東京ネオタワーへのハッキングを敢行する。事件解決して半年後に響と結婚。彼女の望んだ音弥と遥とのW挙式である。これにより、響の夫、音弥の義兄（ただし、年齢としては音弥が年上（1歳年長）である）となり、Jの義兄弟ともなっている（音弥とJが異父兄弟のため）。
『ファルコン』は姓の「高（たか）」の部分を同音の「鷹」に置き換えた英語に由来している。
身長162センチメートル（Season1）→172センチメートル（Season2）、血液型はB型、獅子座。誕生日は7月24日。好物はピザ。
九条 音弥（くじょう おとや）
弥代学院高等部3年生・新聞部部長→東京大学法学部在学（Season2〜）。Season1では18歳。Season2では20歳、ラストシーズンでは21歳。藤丸の幼馴染であり親友。
藤丸が『ファルコン』であることを以前から知っており、ハッキング行為や竜之介の仕事の手伝いについても藤丸本人から聞かされている（藤丸はこのことを「バックアップ」と称している）。弓道の全国大会を二連覇した弓の名手で、60メートル先の人間を射抜く腕前を持つ。家庭は裕福で、邸宅は藤丸が迷うほど広い。ロシア語が多少できる。
幼いころに誘拐され竜之介に助けられた過去をもつ。パソコンを使用しない場面での藤丸をフォローすることが多い。
九条正宗の孫。他人や物事からは一定の距離を置いた冷静な態度をとることが多く、正宗に「なかなか他人を信用しない」と評されている。しかし、遥だけに対してはリラックスした表情を見せることもある。遥に好意を抱いており「多少のムチャしたくなるくらい」と語っている。本人は片想いのつもりでおり、実は相思相愛であることに気づいていなかった。ラストシーズン最終話で遥と結婚。遥の夫、藤丸と響の義弟となる。なお、Jと異父兄弟であることから、神島紫門の他の子供たちと系譜上、直接の血縁ではないが縁戚関係となっている。
身長176センチメートル、血液型はA型、牡羊座。誕生日は4月4日。好物は銀杏入り茶碗蒸しと甘味。
折原 マヤ（おりはら マヤ）
フリーの工作員。名前も偽名かつ本名は不明。基本的に営利目的であり、雇われ先の組織の理念には何ら共感を示さない。
悪女的な性格ではあるものの、いわゆる「平凡な人生」に対して本人の口から冗談とも本心とも取れる憧れを示唆したこともある。
母親は反政府テロの首謀者として日本から離れ、マヤは亡命先で生まれた（亡命先は不明）。
本人曰く顔は何度も変えてきているらしく、普通の形で残っているのは自身の中身と唇付近にある黒子だけ。
工作員として自身を仕込んだ母親を恨んではおらず、むしろ、スリリングをそれなりに楽しめたと語っている。
Season1ではロシアにて『BLOODY-X』を入手、その後ロシア連邦保安庁の諜報員を殺害し、『ファルコン』によってセクハラを暴かれ解雇された弥代学院高等部生物教師・日景の後任として藤丸の前に現れる。
Kから厚い信頼を寄せられ、直接指示を受けて動いていたが、藤丸たちによってテロリストということを見抜かれており、『THIRD-i』に連行された。あらゆる拷問を受けたあとに司法取引を持ちかける。
その後、小百合と共に藤丸と加納を港に誘い込み、藤丸を連行。遥と音弥の命と引き換えに『THIRD-i』へのハッキングを命じる。
Jが喫茶店で藤丸と面会した時には、嘘のウイルス散布情報による混乱を大きくした。後にKの命令で神島を射殺する。
最終的に組織を見捨て、テロによる経済の変動を利用し株で利益を得ようとしたが、結果的にテロが阻止されたため、失敗に終わる。
Season2では突然藤丸にコンタクトをとり、『魔弾の射手』の情報を提供する。その後『第三の皇帝』解除に必要なキーツールと引き換えに1億ドルを要求。藤丸との駆け引きによりこれをせしめると、ヘリや高速潜水艇のダミーを用意し、何らかの手段で逃亡する。後にバイカルことピーターパンに雇われていたことが判明するが、ただ資金稼ぎのために利用されていただけであり、報酬である半額の5000万ドルを根こそぎ奪われた。工作員をやめて報酬で悠々自適の日々を送ろうとしていたマヤはこれに怒り、軽井沢に現れ、白雪と手を組んでピーターパンを始末（射殺）する。
ラストシーズンでは『物語綴（ストーリーテラー）』（九条正宗）に雇われ彼の護衛に付くが、奏音が雇い主である正宗を道連れに自殺した上に、自身も左手を撃ち抜かれる重傷を負ったため、遥を人質にとってその場から逃亡した。その後変装し顔を変えて（特殊メイクなのか、整形なのかは不明）藤丸たちの結婚式に潜り込み、誰にも気づかれずに藤丸と響に銃口を向けるも発砲はしなかった。そして使わなかった弾丸とメッセージを残し、どこかへと去っていった。
身長166センチメートル、O型、牡牛座。誕生日は4月28日。好物は豚肉とフカヒレ。B:101W:60H:96。

### 藤丸関係者
高木 遥（たかぎ はるか）
藤丸の妹で高木竜之介・加奈子夫妻の第2子にあたり長女である。弥代学院中等部3年生（Season1）→高校2年生（Season2）→高校3年生（ラストシーズン）。Season1では15歳前後（Season2では17歳前後、ラストシーズンでは18歳前後）
腎臓に障害があり、週に3回の人工透析を受けている（後にSeason2で、父・竜之介の腎臓を移植し障害を克服する）。テロ組織に3度拉致された経験があるが、いずれも藤丸によって救出されている。また音弥に憧れと恋心を抱いているが、自身は片想いと思っている。
Season1では、学院に向かった兄を追って政宗と共に保健室に向かい、そこで英が『BLOODY-X』を発症する様子を目撃する。自身も『BLOODY-X』に感染するが、抗ウイルス剤によって助かる。
ラストシーズンでは、藤丸が行方不明となったため、九条家で暮らしている。音弥の誘いで東京ネオタワーのパーティーに出席するが、テロに巻き込まれ、その渦中、藤丸や響と再会する。終盤で折原マヤに人質に取られるが、加納たちに救出され、半年後に藤丸と響と同じ式場で音弥と結婚する。これにより、音弥の妻、響とは義姉妹（響が義姉、遥が義妹）、九条遥となる。
宝生を慕っており、Season1で彼女が裏切った末に死亡したことを知って号泣した。藤丸の恋人である響とはSeason2で顔を合わせているが、その時は恐怖感を抱いていた。
身長152センチメートル、血液型はO型、蟹座。B:79W:58H:84。好物はケーキ。
朝田 あおい（あさだ あおい）
弥代学院高等部2年生で新聞部の副部長、2年後のSeason2では大学文学部に在学。Season1では17歳前後（Season2では19歳前後、ラストシーズンでは20歳前後）。竜之介がボランティアで教えている空手の生徒の一人で、実戦空手全国大会の女子最年少チャンピオン。体術に関しては作中で一、二を争い、その空手は幾度となく藤丸たちの役に立っている。空手の師匠である竜之介を非常に慕っている。正義感が強いが、暴力的な一面もある。ジャーナリストを目指している。
藤丸のことを気にかけているが、藤丸が『ファルコン』であることを知らなかったときは、彼がいつもネットに向かっているのはエロゲや18禁サイトばかりを閲覧しているからであると思っていた。遥を透析治療のため病院に連れて行く途中で、遥を人質にするため現れたマヤに左腿を撃たれ負傷する。Season2では冒頭で登場したきり出番がなかったがラストシーズンでは最終話の結婚式で登場した（ドラマ版ではSeason2の序盤で安楽剤を打たれて亡くなる）。
彼女が幼少期の自分と竜之介が写っている写真とW挙式の時の写真（写っているのは藤丸、響、音弥、遥、あおい、南海の6人）を飾るところで物語は締め括られる。
身長162センチメートル、血液型はAB型、天秤座。好物は某ファーストフード店のアップルパイといかの塩辛。スリーサイズはB:85W:60H:88。
安斎 真子（あんざい まこ）
弥代学院高等部1年生の新聞部員。正体はK。15歳。藤丸には「アンコ」と呼ばれているが、本人はその呼称を嫌がっている。ファンサイトを立ち上げるほど『ファルコン』に心酔しており、その正体が藤丸だと知った時には興奮しており、また藤丸が『ファルコン』なので尊敬している（Season1終盤で『ファルコン』（つまり、藤丸）のことを小うるさいと発言していたことから、実際には2年前の計画阻止を含めてその存在を疎み、恨んでいた模様で『ファルコン』（つまり、藤丸）に対する興奮と尊敬は演技であったと考えられる）。エロにはあまり免疫がなく、セクハラは絶対に許せないという姿勢はあおいと変わらない。
英と親しく、2人で個人的に電話で連絡を取り合っていた。また、彼がBLOODY-Xに感染・発症した時には逃げずに看病した。自分も感染し、抗ウイルス剤により助かる。Kの詳細については神島一派を参照。
身長149センチメートル、蠍座、好物はイチジクとぶどうのパン。スリーサイズはB:87W:64H:91。
立川 英（たちかわ ひで）
弥代学院高等部2年生の新聞部員。16歳。立川水道設備の社長である父がマリアと再婚したため、ラウルという幼い義理の弟がいる。
マリアとマウーロが『BLOODY MONDAY』に関わっていることは知らぬまま、家族として暮らしてきた。
藤丸のパソコン閲覧を、そうであってもなくてもエロゲであると連呼してからかうなど活発な性格。
怪しい目つきと息遣いでマヤのバストについて語りだす、少し危ない一面がある。しかし肝心な時に弱気になってしまう臆病な部分もあり、危険な事件に巻き込まれていく藤丸たちと距離を置くようになる。
風邪をひいた時にマリアがくれた偽のカプセルを貰い、飲んだことで『BLOODY-X』に感染。
翌日、真子と共に弥代学院に立てこもった時に発症したために死を覚悟し、自分を使った藤丸の作戦に乗り、彼の指示を受けマウーロのもとに向かう。マウーロに真実を明かされた後、腹部を撃たれ死亡した。
真子とはかなり仲が良く、2人で個人的に電話することがある。藤丸たちと離反した際にも真子だけにそのことを告げ、一緒に離反しようかと誘っていた。
身長156センチメートル、血液型はO型、射手座。好物は（マリアの作った）ハンバーグとエビフライ。
水沢 響（みずさわ ひびき）
Season2より登場。某国の諜報機関が藤丸を監視すべく送り込んだスパイ。当初は藤丸のバイト仲間の女子大生として振舞っていたが、魔弾の射手の本格的な攻撃開始に伴い素性を明かす。
その出自は、某国が優秀な諜報員の遺伝子を人工的に交配させて作った受精卵を6分割して生み出したクローン兵士で、コードネームは「Ζ（ゼータ）」。「水沢響」という名前も便宜上の偽名である。道具として生まれた自身の存在に対しては虚無的で、任務のためなら死も厭わない性格だったが、発電所への潜入任務中に溺れ死にかけた自分を救い、一人の人間として認めてくれた藤丸に好意を抱き、某国から離反して「水沢響」として公私ともに彼を支えることを選ぶ。
Season2終盤、かつて所属していた諜報機関の策略により、クローンの1人と入れ替えられる形で拉致されるが、後にJに救出されていたことが明らかになる。
ラストシーズンでは、藤丸と再会を果たし、彼の指示のもと、東京ネオタワーに潜入を敢行する。テロの阻止に奔走するが、物語綴の下に付いていた他のクローン達と戦闘になり、2人を倒すも自身も胸にナイフを突きたてられ瀕死の状態に陥る。しかしJの助言でクローンの心臓を移植されたことで一命を取り留め、半年後、藤丸と結婚式を挙げ、藤丸の妻、音弥と遥の義姉、高木響となる。

### THIRD-i
公安調査庁にあるテロ行為や国家クーデターなどの防止を目的とした治安維持組織。

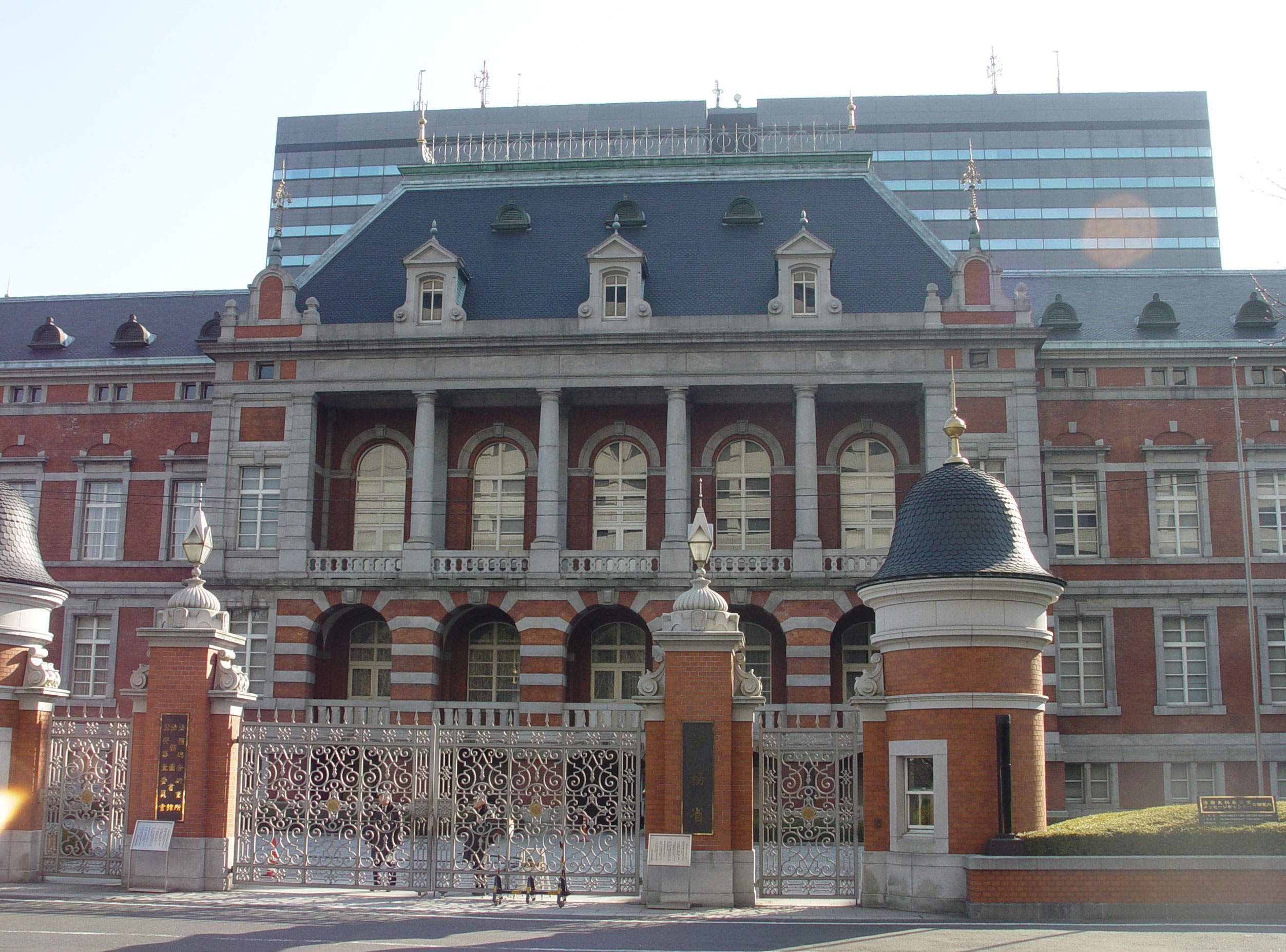
実際の公安調査庁（奥の建物）

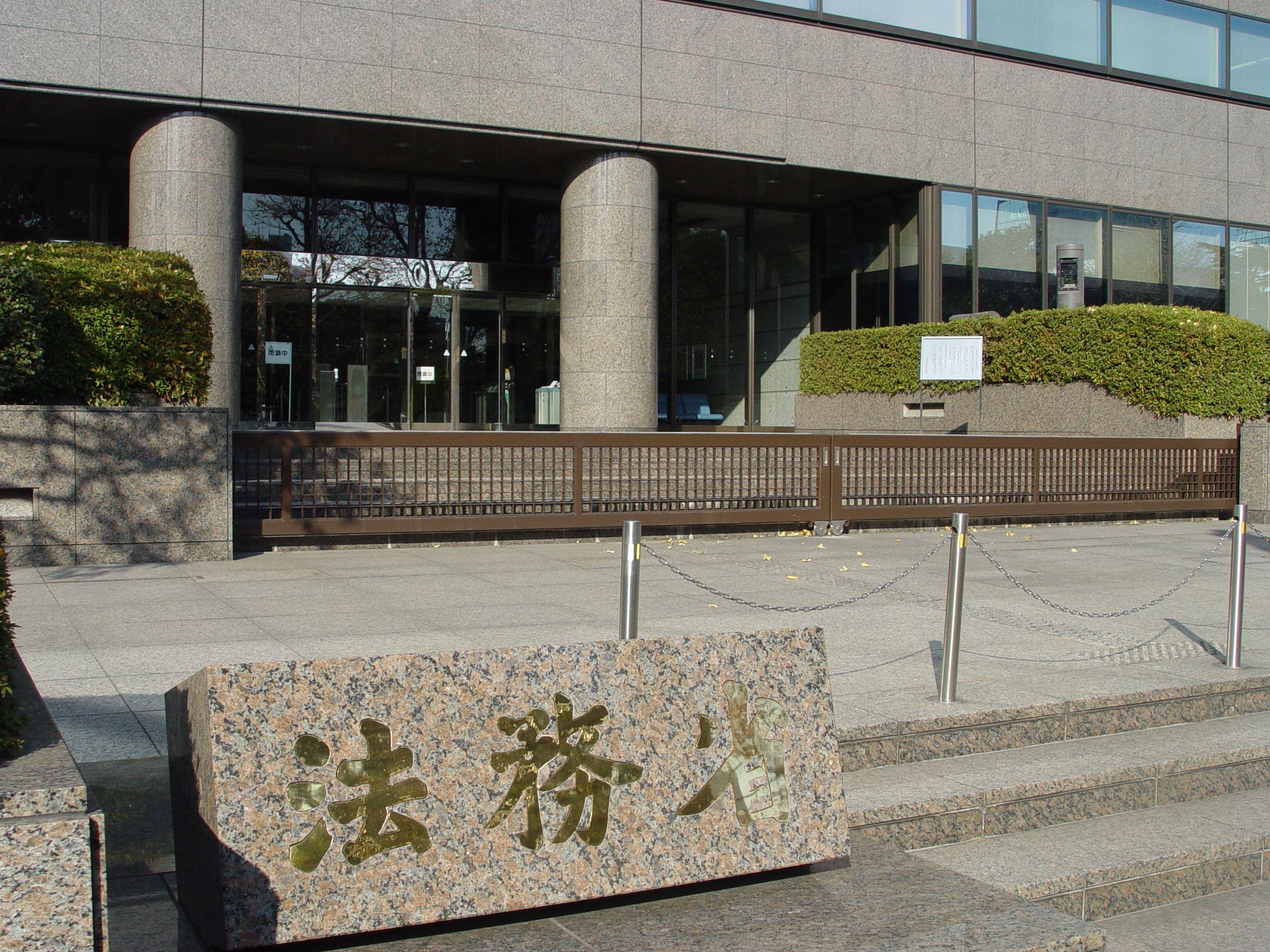
実際の公安調査庁調査第一部が設置されている中央合同庁舎第6号館の正面玄関

苑麻 孝雄（そのま たかお）
『THIRD-i』局長。あだ名は苗字の音読みで『エンマさま』。藤丸も『顔だけ菩薩のエンマ様』と呼んでいる。神島脱獄までロシアに出張中だった。
身長166センチメートル、血液型はAB型、好物はあんこう鍋。
沖田 耕一（おきた こういち）
『THIRD-i』課長。ロシアの出張から帰り、唯一信頼を寄せていた竜之介に密かに接触。あるデータファイルを託すが、ジャック=デイモンに殺される。
鎌田 建一郎（かまた けんいちろう）
沖田耕一が死んで引き継いだ『THIRD-i』課長。テロ対策で結果を出せず、現場指揮官の任を解かれた霧島の後を受け、課長に就任した。キャリア官僚。
一時はTHIRD-iの指揮を執るが、現場に対し全く無理解で権力に弱く「長い物には巻かれろ」を地でいく指揮のため、部下や藤丸からの信頼は全くない。作戦を伝えずに勝手に行動したことを口実に、皆の前で藤丸を殴りつける。結果霧島に指揮権を奪還され任務から退く。
高木 竜之介（たかぎ りゅうのすけ）
『THIRD-i』の第3課の副長で、高木班班長。加奈子の夫で、藤丸、遥の父。加奈子とは大学時代から交際していた。大学の同級生に妻加奈子、敷村、宗方がいる。43歳（Season2では45歳）。
同僚・部下から慕われている。監視のためとはいえ藤丸に仕事を手伝わせることには複雑な心境を抱いている。
テロリストにより沖田殺害の罪を着せられ全国指名手配される。沖田の形見のファイルを加納に手渡し病院に収容されるが、伊庭の策略により脱出を余儀なくされ、弥代学院でのアウトブレイクに遭遇。藤丸たちとの共闘で学院を包囲していたテロリストたちを退けた後に『THIRD-i』に保護される。
その後は『THIRD-i』の課長に。『魔弾の射手』への潜入捜査との兼ね合いから、表向きは指名手配のままになり、組織のメンバー『ビースト』として、火野アレクセイの動向を監視する任務に就く。しかし『第三の皇帝』の在り処を突き止めた後スパイであることを火野に見抜かれ、銃撃された上に毒を注射される。救助に来た藤丸らにより毒は除去されたものの、出血多量で手の施しようがなく、搬送先の病院で藤丸への遺言を残し息を引き取り、殉職。
死後は回想で度々登場する。
身長175センチメートル、血液型はB型、蟹座。好物はおでん。
霧島 悟郎（きりしま ごろう）
『THIRD-i』高木班のメンバーの1人で主任。28歳（Season2では30歳、ラストシーズンでは31歳）。
高木不在時には、班の指揮を執る。藤丸の知識と行動力を高く評価しており、彼が積極的に『THIRD-i』の活動に加わることを許可する。
Season2では、課長の高木の代わりに萩原と共に指揮を執る。また加納と共に潜入捜査も担当。
ラストシーズンでは高木亡き後、課長となっている。藤丸の裏切りに戸惑っていたが、心の底から彼が正義の心を捨ててないことを信じていた。事件解決から半年後、部長へ昇格している。また加納や南海と共に藤丸の結婚式にも参加している。前カノの別れの言葉は「あなた命令してばっかりなんだもん」
身長171センチメートル、血液型はA型、山羊座、好物はしいたけ。
宝生 小百合（ほうしょう さゆり）
『THIRD-i』高木班のメンバーの1人。28歳。
過去には自衛隊の特殊部隊に所属しており、格闘術や潜入に長けている。遥からは慕われていた。『THIRD-i』に配属されて間もないころは射撃の腕はからっきしだった。
その正体はテロ組織が送り込んだスパイで、組織の目的とは別に、兄に横領の濡れ衣を着せ自殺へと追い込んだ国家への復讐も目論んでいた。
藤丸と加納に正体を見破られたため逃亡、『THIRD-i』ビルにて小百合がスパイという通達があり、遥を人質にして屋上からヘリコプターで脱出を図る。
銃を拾おうとしたために待機していた狙撃班によって射殺された。
射殺される前に冷凍された『BLOODY-X』を『THIRD-i』内に持ち込んでおり、『THIRD-i』内で使用した。
これにより、処理に向かった森見は感染し、後に死亡した。
Season2以降ではスパイであったことから、内通者の前例として、度々引き合いに出され、回想されている。
身長165センチメートル、血液型はO型、射手座。好物は焼き鳥。
加納 生馬（かのう いくま）
『THIRD-i』高木班のメンバーの1人。32歳（Season2では34歳、ラストシーズンでは35歳）。射撃のスペシャリスト。
マヤとの司法取引の現場に向かう際、裏切った宝生に頭を撃たれたが、弾は殺傷能力ゼロの高圧電流弾であったため、気絶しただけで済んだ。
宝生に対しては自分を撃ったことには一言も言及せず、最後まで彼女を救おうとしていた。
彼女の死後は仇打ちのために単身、Jたちを尾行した。
過去にロシアにいたことがあり、サーシャとはそのころからの付き合い。
身長169センチメートル、血液型はO型、獅子座。好物はワイン、日本酒、海苔。
榊 政樹（さかき まさき）
『THIRD-i』の一員で武装チームの班長。竜之介とは旧知の仲。
Season1における『神島一派』、Season2における『魔弾の射手』、ラストシーズンにおける『CRAUNS』との戦いを最後まで生き抜いた。
身長175センチメートル、血液型はO型。好物は焼肉。
南海 かおる（みなみ かおる）
『THIRD-i』の一員。元々は榊の率いる班の所属だったが、宝生の死後、藤丸の護衛として共に行動する。
藤丸とは対称的にサイバー技術に関しては疎く、携帯電話もあまり信頼していない。
男勝りな物腰のためか、加納からは色気がなく、男みたいだと評されており苛立ちを露にしている。
家族としては母と弟隆司（電話越しでの会話のみの登場で容姿は登場していない）、犬が判明している。
『BLOODY MONDAY』の後は自衛隊にいたが、『魔弾の射手』のテロ発生に伴い『THIRD-i』に復職する。澤北と森見とは同期。
ラストシーズン最終話では楠木から指輪らしき物を渡され、本人も満更ではなかった。
身長164センチメートル、血液型はO型、水瓶座。好物はボリュームのあるハンバーガー。スリーサイズはB:88W:61H:86。
工藤（くどう）
『THIRD-i』の一員。抗ウイルス剤の在り処を探す際に霧島の補佐として登場。初めは藤丸に不信感があったが、藤丸の実力を目の当たりにすることで藤丸を認める。抗ウイルス剤を発見し持ち帰る際にマヤに殺される。
Season2では彼自身は死亡しているため、直接の登場はないが、回想での登場がある。また、親族と思われる女性が藤丸の前に姿を現している。
ラストシーズンでも回想に登場。
澤北 美姫（さわきた みき）
『THIRD-i』の一員で眼鏡をかけた女性職員。主に霧島の補佐をする。
身長158センチメートル、血液型はA型、乙女座。好物は手羽先（たれ）。スリーサイズはB:83W:59H:84。
矢島 雄吾（やじま ゆうご）
『THIRD-i』の一員。眼鏡をかけた男性。かつて分析班のチーフを務めていた。
婚約者の五月と共に『BLOODY-X』に感染するが、藤丸が調達した抗ウイルス剤で一命を取りとめる。来月には結婚予定だった。
元々は分析官だったが、五月との結婚のため事務官に転属していた。五月の死後は分析官として現場に復帰する旨を告げる。
Season2では表向きTHIRD-iを退職し、喫茶店「とまり木」のマスターをしつつ藤丸のサポートにまわる。しかしアジトを襲撃してきた『魔弾の射手』に左足親指を切断され拉致され、『BLOODY-X』を感染させられた状態で解放される。
身長169センチメートル、血液型はB型。好物は梅干料理。
森見 五月（もりみ さつき）
『THIRD-i』の一員。矢島の婚約者。『BLOODY-X』に感染。抗ウイルス剤を接種するが間に合わず死亡。これにより矢島は事務官から分析官として現場に復帰することになる。
Season2以降では写真と回想で登場する。
西川（にしかわ）
鎌田の秘書として『THIRD-i』に赴任した女性。実は『神島一派』のスパイ。肉体関係を持つことで鎌田を利用していたが、藤丸に看破され拘束される。
楠木（くすのき）
榊班の隊員。男性。
中性子爆弾を止めるため、藤丸自作のLANアダプタを接続する役目を任される。しかし直前でマヤに狙撃され、腕を負傷。LANアダプタを落としてしまう。
南海に好意を抱いており、南海の衣装を照れがありながらも褒めたり、ラストシーズン最終話では指輪らしきものを渡していた。
萩原 太朗（はぎわら たろう）
Season2における『THIRD-i』部長。
槙村 慎二（まきむら しんじ）
竜之介が『魔弾の射手』に潜入したころから『THIRD-i』に入った新人。ビースト（竜之介）と白雪が起こしたハイジャックの際はたまたま飛行機に乗り合わせ、潜入作戦のことを知らず2人を取り押さえようとするが、竜之介に気絶させられる。ガス爆発テロの際はマヤに尾行をまかれるなど、捜査官としてはやや未熟な面を見せる。

### 神島一派
Kが率いるテロリスト集団でSeason1にて藤丸達と敵対する。
神島 紫門（かみしま しもん）
宗教団体の教祖の男性。52歳。日本とロシアのクォーター。身長182センチメートル。うお座。テロ組織の影の実力者で、K、Jを育てて組織を拡大した人物。
宗教団体のトップとして、カリスマ性と口の上手さで多数の信者を獲得。国家転覆テロを起こした首謀者として死刑が確定して拘置所に収監されていたが、Jたちの手で脱獄し教団と合流する。しかし、収監中に正宗の提案により体内に放射性マーカーを埋め込まれていたことで藤丸たちの追跡によりアジト（正確には神島紫門とテロ組織の合流地点）を襲撃され、逃亡中にマヤに殺される。
九条奏音、（真偽は不明であるが）宗方瞳をはじめとした優秀な遺伝子を持つ11人の女性との間に子供（A（神島陣）、B（神島和歌奈）、C（遠上信之）、D（藤崎満流）、E（東雲直斗）、F（吉永文香）、G（田崎卓）、H（石高裕佳梨）、I（桂彩子）、J（神崎潤）、K（安斎真子）の6男5女）を儲け、子供たちのことを『星』と呼んでいる。子供たちの行方について、Fは死亡し、Dは消息不明でおそらく殺害されており（つまり、2人は死亡）、残りの7人であるA、B、C、E、G、H、IはK曰く国家の警護という名の監視下にあり、多くは既に洗脳を受けて堕ちているとのこと。つまり、本編開始時点で教団に残って活動できた『星』はJとKの2人のみだった（教団に残っていたとはいえJは社会的には死亡扱いとなっており、Kも極秘裏に活動しなければならなかった）。
K
テロ組織のリーダー。身長149センチメートル、蠍座。極めて高い頭脳の持ち主でフードを被って目元、頭部を隠している。ジャックやマリアと携帯で直接連絡をとったり、『THIRD-i』に捕まったマヤが絶対に自白しないと信じるなど、一部の部下には信頼を置いている。しかし参謀であるJに関しては、部下や任務に対する意識の違いで意見をする、神島の始末を彼の息子であるJの許可なくマヤに命令する、Jの許可なく自ら2代目教祖を名乗る、追い詰められたJの手助けをしないなど、不信感を抱いている部分もある。『ファルコン』の処遇についてもJと対立、不満を感じながら従っている。神島紫門の11番目の子供（五女で末子）で『魂の星』。Jとは異母兄妹（Jが兄、Kが妹という関係になる）。その存在は父の後継者となるため、徹底的に世間の目から隠されてきた（作中で音弥が神島紫門の子供のリストが載っている本を閲覧しているが、10番目の子供であるJまでしか記されていなかったため、Kの存在が把握されていなかったことがわかる）。
その正体は、藤丸たちの後輩である安斎真子である。つまり、15歳。藤丸を監視するために弥代学院に入学、新聞部に入り込み、潜伏。
愛らしい口調（性格を偽って、あるいは猫を被っていたと見られる）の裏に、英にBLOODY-Xを感染させ死に至らしめたことや、遥を殺そうと企む際に全く躊躇しなかったことなど、計画のためならば身近な人間を犠牲することすら厭わない冷酷・残忍・非情さと、藤丸たちの前でも携帯電話を使って言葉を濁した暗号会話を用いながら堂々と組織やホーネットと会話を行い、交渉や指示を行う大胆さと度胸をもつ。これもこの世の中で宗教団体の教理のみを信じているがゆえであり、父を殺害し、ホーネットのような一筋縄ではいかない相手には自身の身体を使おうとすることを迷わず選択（ホーネットのことも「安いブタ」と密かに罵り、信用していない）し、滅びこそが唯一の再生への道（手段）だという教理を信じて疑っていない。その考えに妄信したことで『神の手』（中性子爆弾）という『力』をちらつかせて革命を成し遂げることも可能なはずという自身の考えを訴えたユダを「痴れ者」と一蹴した。しかし、この行動がユダの不信感を決定的にし、自身の最期に繋がる。
真偽は不明であるが、遺伝子上の母は宗方瞳で、彼女が過去に研究用に提供した卵子によって生まれたとのこと。
父である神島紫門の死後には積極的に動き、様々な手で藤丸たちを翻弄した。なお、『THIRD-i』が中性子爆弾の存在に気づいた裏にJがいたことは最後まで気づかなかった模様で、むしろロシア連邦保安庁（FSB）の人間が日本に到着する前にそれに気づいたことに疑問を感じていた。Jに関してはアジト襲撃（正確には神島紫門とテロ組織の合流地点への襲撃）の際に死んだと思い込んでいたようであり、JもKに自身の生存が発覚しないように藤丸にKの目的のヒント（クリスマスの虐殺の映像の再検証）だけを与えるだけの接触に留めていたとはいえ、神島紫門の死後に藤丸とJが携帯で接触したことやJたちが地方に逃亡したことにも気づいた描写は無い。
Season1終盤、自身に不信感を持ったユダに銃を向けられ（ユダ曰く使命感）、ユダを銃殺する（死の間際、ユダはKを妄信者と罵った）が、自身も撃たれ、相打ちとなり死亡（その際も、計画への執着心を捨てず、藤丸の言葉にも耳を貸さなかった）した。
死後も藤丸は度々彼女を回想している（響が自分の前で意識を喪失して、死に掛けた時など）。
J
テロ組織の参謀。男性。身長166センチメートル、A型、双子座。本名は神崎潤。
父である神島紫門がテロ未遂で逮捕されたSeason1開始より2年前の8月、つまり、14歳の時に列車事故を偽装して、表向きは死亡扱いとなっており、戸籍上は既に存在しない人間となっている。
ゆえにSeason1では16歳前後（Season2では18歳前後（ただし、Season2での動向はラストシーズンの回想シーンで明らかとなる）、ラストシーズンでは19歳前後）と思われる（K（安斎真子）の異母兄であることと音弥の異父弟であることから、少なくともSeason1の時点で15歳以上にはなっている）。
父である神島紫門曰くJは自身の祖母（曾祖母については神島紫門が存在を語っているのみで直接の登場はない）に（特にアッシュグレイの髪の色が）似てきているらしい。
非常に味音痴で、好物は気軽に食べられるもの、しょっぱいもの。特にカロリーフレンド牛煮込み味が好き。
藤丸に匹敵する頭脳を持っている。本人もそのことを意識しており、自分と藤丸を比較することが多い。自分の思い通りにことが運ばないといら立ちを露にしている。
自分も神の血を受け継ぐ者（神島紫門の後継者）としての発言はしているものの、信仰心はあまりなく、むしろそのことに嫌悪感を抱いている。
組織の計画を遥に漏らした宝生を粛清しようとしたり、THIRD-iに連行されたマヤの失態を厳しく追及したりするなど、失敗した部下には嫌悪感を示す。
ただし、ミハエルにはかなりの信頼を置いているらしく、敷村ファイルの取得に失敗した時も言及しなかったり、自分の本音や思想観などを話したりすることがある。
またヤコブ、カインやアベルなど自分の直属の部下にも一定の信頼を置いている。
任務をゲーム感覚で楽しんでおり、藤丸もそうであると思っているため、Kと意見が合わないことがある。
Kとは藤丸の処遇についても意見が合わず、Kの自分に対する不満を電話越しに見抜くなど、Kを心の底から信頼してはいない。
神島紫門の10番目の子供（六男）で、『知恵の星』。音弥とは異父兄弟（音弥が兄、Jが弟という関係になる。ゆえに九条奏音は母、九条正宗は祖父にあたる）、Kとは異母兄妹（Jが兄、Kが妹という関係になる）である。
父である神島紫門の脱獄後、音弥から奏音と正宗の名がローマ字で刻まれた時計を音弥に渡し、音弥に自分との関係の真実を告げた直後に音弥に撃たれアジトの下水に落ちるが、藤丸との取引によって加納が遺棄した潜水具を入手したミハエルに救出されて生存しており、地方（福岡と思われる）に逃亡。
『BLOODY MONDAY』直前には藤丸らに助言（中性子爆弾に安全装置が付いていること）をかけ、『BLOODY MONDAY』阻止に一役買う結果となり、ミハエルら生き残ったメンバーと共に地下に潜伏する。
その後は某国の諜報機関と協力関係を結び、『パンドラの匣』を巡るテロの裏で暗躍していた（この詳細はラストシーズンの回想シーンで明らかとなる）。しかし物語綴の思惑通りに事が進むことを良しとせず、協力関係を解消して処分されかけた響を保護、藤丸と接触し物語綴打倒のための共闘を持ち掛ける。全てが終わった後、音弥から奏音と正宗の名が刻まれた時計を返還され、藤丸からの伝言（響を救える方法を教えたことで響を失わずに済んだこと）を伝えられ、時計は捨てないこととし、藤丸と響、音弥と遥のW挙式が行われている教会を見つめた後、ミハエル、ヤコブ、カイン、アベルと共にどこかへと去っていった。
ジャック＝デイモン
国際指名手配されている殺し屋。身長180センチメートル、AB型。
元SWAT隊員だが異常な殺人衝動の持ち主で、無関係の人間を射殺したため免職になった。
左手の甲に蝶の刺青がある。
マヤと同じくKから直接、指示を受けているため、ミハエルやヤコブたちとは別行動をしていることが多い。
優秀な狙撃手であり、沖田・敷村を射殺し
、遥と富永を拉致する。ファイル奪取のため竜之介と宗方を狙うが、藤丸たちに阻止され右手を失う。戦闘力は高く、生物化学研究所から脱出する時には片手のみで銃を所持する警察の包囲網を壊滅させた。
弥代学院を包囲した時には、藤丸の偽装指示に欺かれ校内の仲間を射殺、もしくは行動不能にしてしまう。銃声による仲間からのモールス信号で騙されていたことに気付いたが、藤丸の次の作戦で加納・南海に全身を撃たれ、倒れる。仕留めたと思われていたが、瀕死の状態で保健室に現れ藤丸たちを襲撃。駆けつけた竜之介に頭部を撃たれ射殺される。
城田（しろた）
富永の夫になりすましていた。藤丸に同行し、遥を拉致して逃走する。藤丸の活躍で捕捉されるが、『THIRD-i』に連行される前に服毒自殺する。
伊庭 雅博（いば まさひろ）
警視庁から派遣された捜査官。ジャック、城田と共謀して船木刑事を射殺し、その罪を竜之介に着せる。テロ組織のスパイとして暗躍していたが、組織崩壊後の消息は不明。
立川 マリア（たちかわ マリア）
英の義母。フィリピンのマニラ出身らしく、肌の色が少し濃い。発音が少し訛ってはいるが日本語は上手い。英には母として接しようとしているが、英が血のつながりの無さを意識しており、あまりうまくはいっていない。ひそかにKと連絡を取り合っている。
英に風邪薬と偽ってウイルス入りのカプセル剤を飲ませ、『BLOODY-X』に感染させる。Kから任務終了の連絡と帰還命令を受けた後、英の父を射殺。英の父射殺後の消息は子ラウルと共に不明。
マウーロ＝アラビリア
マリアの弟。28歳でマニラ出身。
3年前に正規ビザで来日。
組織に心酔している。立川水道施設に勤務しており、経営者である英の父を「義兄さん」と呼ぶ。公私ともに信頼されてはいるが、立川家を日本でのテロ活動の隠れ蓑にするためだけに利用している。
しかし英には、幾分の良心の呵責を感じていた。神島が収監されていた拘置所に工事作業員として出入りしていた。その拘置所で水道に細工を施したが、ドラマでは伊庭がそれをしている。
日頃はやや訛りのあるしゃべり方だったが、英を射殺する時には流暢な日本語で語りかけていた。英を殺した直後に、藤丸の偽装指示で敵と誤認したジャックに殺される。
ミハエル
情報技術担当。眼鏡をかけた青年。身長173センチメートル、O型、牡羊座。好物は卵かけご飯。燃費が悪くよく食べる。ハッキングの力量も高いが本来は機械いじりがメイン。
ハッカーとして藤丸の力量をその目で確認して、戦慄している。
藤丸には及ばないものの、彼のTHIRD-iへのハッキング方法を一目見ただけで覚え、ウイルスデータを先回りして消したりしている。
Jからは信頼されており、個人的な会話をすることがある。
また自身の失態には言及されずにフォローされたため、失態を追及されるマヤには苛立ちを見せる。
神島脱獄の際にはJと共に逃亡し、後で合流したヤコブたちと共に潜伏していた。ラストシーズンにおけるテロでは、藤丸とJの補助を担当する。
原作のおまけではやられキャラのような扱いを受けている。
ヤコブ
無精髭の男。身長196センチメートル、O型、乙女座。好物は焼肉を包む葉っぱとじゃがいも。大柄ではあるが小食のベジタリアン。顔や背格好が神島に似ていることから『THIRD-i』襲撃の際、神島を逃がすための囮となる。
その後は裏切ったマヤを撃とうとするも失敗。中性子爆弾の起爆に失敗した後、Jと行動を共にする。
機械に弱く、ミハエルのPCがウイルスに感染した際にPCを叩き折って強制終了させた。
カイン
金髪に長髪の女性。身長170センチメートル、A型、獅子座。好物は海老。B:86W:58H:85。妹のアベルと常に一緒に行動している。カインという名前はKに名付けられた。
藤丸とJが対峙した喫茶店で、ウイルスに侵された一般客を装い店内を混乱させる。
無口なアベルに対し、マヤの失態に苛立つなど感情を表に出す。主に銃を使用する。
中性子爆弾の起爆に失敗した後、Jと行動を共にする。なお、ラストシーズンでは長髪をショートカットの髪型に変えている。
アベル
制服姿の少女。身長156センチメートル、O型、水瓶座。よく食べる。好物はあえていうとプリンらしい。B:81W:56H:82。姉のカインと常に一緒に行動している。アベルという名前はKに名付けられた。
ウィルスに感染した女学生を迫真の演技で行い、店内を混乱させる。滅多に話さない。主にナイフなどの接近戦を用いる。
遊園地で南海と激闘を起こすが加納とカインの介入により、勝負は付かなかった（これ以後、2人が対峙することはなく、むしろ、ラストシーズンでは対面することはなかったものの共闘している）。
中性子爆弾の起爆に失敗した後、Jと行動を共にする。
ユダ
Kと直接連絡を取り合っている眼鏡をかけた男。身長176センチメートル、A型。自身の計画を推し進めるKに不信感（Kを子供（あるいはお嬢様）で、指導者の器ではないと評した）を抱き、東京タワーにて反旗を翻す（本人曰く使命感）が、相討ちとなり死亡（死の間際、Kのことを妄信者と罵った）。
ホーネット
Kに雇われた凄腕のクラッカー。クラッカーの中では名の通った存在で、ハッキングによって数々の犯罪を犯している。テロ組織の信者ではないが、Kと手を組み（しかし、Kを「妄執者」と密かに罵っていることからも信用していないことがうかがえ、Kもまたホーネットを「安いブタ」と罵っており、ホーネットにとってはファルコンこと藤丸よりも自分が上であることを証明するため、Kにとってはファルコンこと藤丸は自身の計画を邪魔する厄介者で早急に始末したいためという利害の一致によって、手を組んでいるに過ぎない）、ファルコンこと藤丸に妨害工作を仕掛ける。一度は藤丸を不意打ちという形で破るものの、二度目の対決では藤丸の仕掛けた罠にはめられる形で敗北。自身の犯罪記録を含めた個人情報を流出させられ、THIRD-iに連行された。その途中に藤丸（ファルコン）と対面する（初対面かつ最初で最後の対面）も反省する様子は全くなく、不敵な笑みを浮かべていた。南海には「ヘドがでるよ、ああゆう輩には」と言われた。

### 魔弾の射手
火野アレクセイが率いるテロリスト集団でSeason2にて藤丸たちと敵対する。メンバーは物語や民話の登場キャラクターの名前をコードネームにしている。
『ビースト』と『白雪』によるハイジャック事件での交換条件により火野が釈放され、本格的な活動を再開。原子力発電所「みらい」をジャックしてメルトダウンを起こそうとしたが、藤丸と響により失敗。これを機に『パンドラの匣』を手に入れて世界を掌握しようと目論んでいたピーターパンが火野に嘘の脱出ルートを伝え、火野を裏切り、抹殺。白雪は逃亡し、離脱する。その後は『ピーターパン』が火野の後を継ぐ形で指揮を執り、ニコライ・グラズノフと傭兵9人、『ドリームチーム』5人を雇い、従来のメンバー（火野がリーダーの時からのメンバー）全員を殺害。『パンドラの匣』を手に入れるべく、軽井沢のパーティー会場を占拠、『BLOODY-X』を蔓延させ、混乱に陥れ、藤丸たちと激戦を繰り広げるも藤丸と響、『THIRD-i』の活躍、某国から送られた響のクローン2体の暗躍により、『ピーターパン』が敗北し逃亡、『ヘンゼル』や傭兵、ドリームチームが抹殺あるいは確保された。『ピーターパン』は車で逃亡を図るが、車から現れたマヤと『白雪』により、射殺された（この時、『グレーテル』こと汐田誠もマヤに射殺された）。唯一の生き残りである『白雪』も消息不明となったため、実質的に壊滅する。
火野 アレクセイ / キング・アーサー
魔弾の射手のリーダー。元宇宙飛行士。Season2開始より8年前（つまり、Season1開始より6年前）の『第三の皇帝』をめぐるテロ事件で逮捕されていたが、『ビースト』と『白雪』によるハイジャック事件での交換条件により釈放。原子力発電所「みらい」をジャックしてメルトダウンを起こそうとしたが、藤丸と響により計画は頓挫。逃走中に『ピーターパン』の裏切りにより『THIRD-i』に捕捉され、白雪に後を託し自ら銃の前に出ていき射殺された。
ピーターパン
魔弾の射手のハッカー。26歳。藤丸と同じウィザード級の腕前の持主で、藤丸にネット上でハッキングのテクニックを教えた過去がある。サングラスをかけており、英語交じりの口調で話す。パンドラの匣を手に入れて世界を掌握すべく火野を裏切り、火野の死亡後は彼にかわって魔弾の射手の指揮を執る。また、『バイカル』というハンドルネームで、マヤともつながっており、彼女を利用して日本政府から1億ドルをかすめとったが、彼女の取り分の5000万ドルまで騙し取ったため、彼女の怒りを買い、最後は逃亡中に彼女と『白雪』により射殺されてしまった。マヤ曰く「物語綴（ストーリー・テラー）に利用されただけの使い捨ての雑魚」。
ヘンゼル
白人の青年。フランス外人部隊最年少曹長で、『ピーターパン』とともに火野を裏切り、彼と行動を共にする。最期は響と交戦し、彼女が隠し持っていた小型拳銃で射殺される。
グレーテル
『THIRD-i』に潜入していたスパイ。高木竜之介がスパイであることを伝えたり、藤丸の弱点が遥であることを報せるなど、影で暗躍していた。その正体は『対外戦略室』から『THIRD-i』に派遣された汐田誠。最期は九条首相を背負って逃避中に、マヤに射殺される。
高木 竜之介 / ビースト
THIRD-iを参照。
江間 雪（えま ゆき） / スノーホワイト（白雪）
魔弾の射手の紅一点。年齢は明かされていないがSeason2開始より8年前（つまり、Season1開始より6年前）の時点で高校生であったため、20代半ば前後と思われる。日景の教え子で、セクハラの被害者でもあった。それにより心に傷を負い自殺を試みていたところを火野に助けられ、組織に加わった。そのため火野に心酔し、彼を裏切り、死に追いやった『ピーターパン』を憎しみを抱き、始末すべくマヤと手を組み、『ピーターパン』を射殺した。『ピーターパン』の死後も『THIRD-i』に拘束された傭兵のボスであるニコライを除き、『魔弾の射手』の正規メンバーの中で唯一生き残っていた。
ラストシーズンではJの回想シーン（某国の諜報機関と協力関係を結び、『パンドラの匣』を巡るテロの裏で暗躍していたというもの）の中でピーターパンを射殺した後、マヤと正宗と共にいる描写が見られるが、ラストシーズン本編への登場は最後まで無く、その後の去来・消息は不明。
バンビ
坊主の男性。
ハンス
元原発作業員。響によって射殺される。
ニコライ・グラズノフ
ピーターパンに雇われた傭兵のボス。過去にスペツナズに所属していたことがあり、加納とも顔見知りである。腕利きの傭兵『ドリームチーム』5名を指揮してパーティー会場を占拠し、『パンドラの匣』の在処を探る。

### その他
敷村 壮介（しきむら そうすけ）
高木夫妻、宗方とは学生時代（大学時代）からの旧友。大学教授。逃亡者となった竜之介から私たちの結果を渡そうとするが、証拠隠滅を図るジャックに狙撃され死亡。ちなみに加奈子に思いを寄せている描写が見られた。
船木 勘助（ふなき かんすけ）
警視庁から派遣された捜査第一課の刑事で、伊庭の上司。竜之介を追っていたが、伊庭に裏切られて銃殺される。
高木 加奈子（たかぎ かなこ）
藤丸、遥の母で竜之介の妻。故人。身長158センチメートル、O型。夫である竜之介とは学生時代（大学時代）から交際していた。竜之介、敷村とは大学時代の同級生。宗方とは高校時代と大学時代の同級生である。生前はブログを運営しており、藤丸はパソコン操作は彼女から教わったと述べている。
宗方 瞳（むなかた ひとみ）
女性。生物科学研究所の研究員。竜之介の旧友。竜之介、敷村とは大学時代からの同級生であるが、加奈子とは高校時代からの同級生。親とは死別、独身で子供もいない。
テロ組織に脅迫されスパイ活動を行ったが『THIRD-i』に拘束され、サーシャの尋問で組織の拠点について証言する。
神島一派に協力した理由は、遺伝子上の娘である安斎真子（K）を人質に脅されたとのことだが、2人の血縁関係についての真偽は定かではない。
Kに関する証言の中でKが自分に会いに来たこと（最初は何を勝手なと思っていたが、徐々に心を許したことも含む）とKの宗教の内容で木曜日が安息日（ゆえにKは週に一回（木曜日）に宗方の家を1年前（Season1開始より1年前）から訪れていた）であることを告白した。
後者は重要な証言となり、音弥と加納が神島一派が古代バビロニアで使われていた太陰太陽暦を使用していることとその暦とグレゴリオ暦を照らし合わせることにより『BLOODY MONDAY』がいつ決行されるのか（決行は金曜日）を突き止める切っ掛けとなり、Season1における最終決戦への扉が開かれた。
Season1最終話では娘の服を肩を落としながら見つめていた。
九条 正宗（くじょう まさむね）
音弥とJの祖父、奏音の父。法務大臣を務めており、Season2より総理大臣に就任。身長174センチメートル、A型。好物はハモ。弥代学院のOB。
奏音が神島との間にJを生んだことを知り、幼かった音弥を奏音のもとから引き離したことで、音弥とのわだかまりが残っている。
Season1では仕事で数十年ぶりに学院を訪れることになったが、遥らと共に保健室に向かう時に『BLOODY-X』に感染し発症した英を目撃し、自身もウイルスに感染する。その後、抗ウイルス剤によって助かる。
Season2では総理大臣に就任早々、『魔弾の射手』のテロに直面することになる。しかし、Season2最終回で『魔弾の射手』をも手のひらで転がす『物語綴（ストーリー・テラー）』であることが明かされる。世界は強力な軍隊や核兵器を持った国に牛耳られており、『パンドラの匣』を用いることで支配の中心にあるアメリカを武装解除させようとしている。アメリカが保有する核ミサイルを逆に利用することで、他の核保有国を従わせ、今のアメリカの地位に成り代わることが目的である。
ラストシーズンでは、わずか一年で他国との関係を戻すことに成功し、12カ国首脳会談を東京ネオタワーで開催する。しかし、本来の目的は他国の首脳を人質にしてアメリカを壊滅させる金融テロを実行することだった。また娘の奏音を思考プラクティスで教育し自分の身代わりとしたが、藤丸とJの計画により阻止され、孫の音弥や遥の前で本性を現す。藤丸やそれを庇う音弥を殺そうとするが、奏音に裏切られ撃たれる。その後、ネオタワーの屋上から奏音と共に落下し死亡。混乱を防ぐため、彼の本性は公表されず、テロを防いだ代償に死亡した英雄となった。
彼が事件を引き起こしたのは、幼少時代に原爆の落下で米国に両親を殺され、米国の現代のやり方に不満を持っていたためである。
富永 京子（とみなが きょうこ）
遥の主治医。遥と一緒に拉致されたが、藤丸らが救出する。夫を宝生に殺される。
サーシャ＝カバレフスキー
ロシア連邦保安庁（FSB）のエージェント。身長170センチメートル、好物はペリメニ（ロシア風餃子）。マヤたちの手によりロシアから持ち出された『BLOODY-X』と中性子爆弾の行方を追って来日、『BLOODY MONDAY』阻止のため『THIRD-i』に協力する。
Season2ではニコライの日本入国を加納に知らせた。
日景（ひかげ）
弥代学院高等部の生物教師。禿げた頭が眩しいことからあだ名は「ピカゲ」。些細な校則違反を減点方式で減点し、退学に追い込む。素行不良の女生徒に罰則をチラつかせてはセクハラ行為を繰り返す悪徳教師。
白雪もその被害者であり、結果的に彼女が『魔弾の射手』に加わるきっかけを作ってしまった人物である。
同級生を自殺未遂に追い込んだことに怒ったファルコン（藤丸）のハッキングでセクハラ行為を暴かれ退職に追い込まれた。
Season2では何らかの罪で服役していたが、白雪に『第三の皇帝』の在り処を思い出させるために火野に利用され、特例により釈放された後『魔弾の射手』に拉致される。拉致後の安否は不明。
九条 奏音（くじょう かなめ）
九条正宗の娘で、音弥とJの母。当初はSeason1で名前と後姿が出ただけで、ラストシーズンにて登場する。長年にわたる思考プラクティスで正宗と思考をシンクロさせることができて彼のバックアップとして指揮する。音弥やJと同様、頭脳も抜群で藤丸たちの行動を予測して反撃した。息子たちと引き離された恨みから、藤丸や音弥を殺そうとするマヤの左手と正宗の首を撃ち、裏切る。最期は正宗と共にネオタワーの屋上から落下し死亡。

## 用語解説
THIRD-i（サードアイ）
法務省が管轄する、主にテロ行為や国家クーデターなどの防止を図る、エリートを結集した治安維持組織「公安調査庁調査第一部第三課」の通称。英語表記では"National Police Agency   Public Safety Special Third Unit"である。一般にはその存在自体が伏せられている。
作品中、『THIRD-i』の職員は銃器を所持するなど武装しており、また容疑者の身柄拘束など『THIRD-i』が司法警察権を有しているような描き方をしているが、実際の公安調査庁は破壊活動防止法や団体規制法などの法令に基づき、日本に対する治安・安全保障上の脅威に関する情報を収集・分析する情報機関であり、職員は司法警察権を行使する権限はない。また、公安調査庁には実際に「調査第一部」が設置されているが、部内には第一課と第二課の2課のほか複数の部門が置かれているが、第三課は存在しない。
テレビドラマでは所属が公安調査庁から「警察庁警備局公安特殊三課」（公安警察）に変更されており、上述の司法警察権や銃器所持などの問題がスムーズになっている。
ラストシーズンでは『CRAUNS』の創設に伴い、テロに対する第一線での対処は『CRAUNS』に一任し、『THIRD-i』は情報分野における彼らのバックアップを主な任務とするはずであった。
クリスマスの虐殺
マヤに殺害されたロシアの諜報員が隠し持っていたデータファイルの名称。中には、ホームビデオで撮られたロシアの駅の映像が入っており、最後に映っている全員が吐血して死亡している。第1話冒頭にてロシアでウイルスを入手したマヤが、感染爆発の実験のために提供者にウイルスを感染させたことが原因で起きた事件。
また、このファイルは『THIRD-i』でも解読不能だったものを藤丸が解読。その場に居合わせたマヤでさえも唖然とした。
実はウイルスではなく（中性子爆弾による）強力な放射線を浴びたことが原因と判明した。
真相としては、『神島一派』はロシアが開発した中性子爆弾を奪取し、ウラジオストク沿岸海域で実験的に使用したが、運悪くその海域を走行していた船にいたロシア正教分派の信者たちが強力な放射線を浴びて被曝してしまった。そのことがロシア政府に発覚することを恐れた（発覚すれば騒ぎとなり、残りの中性子爆弾の持ち出しが困難となるため）一派は放射線症状とよく似た『BLOODY-X』というウイルスをセルゲイというウイルスの提供者に感染させ、ロシア正教分派の信者たちが乗る列車に蔓延させてロシア当局の捜査を撹乱し、残りの中性子爆弾の持ち出しに成功した（表向き、ロシア正教分派の信者たち全員はシベリア鉄道の列車事故で死亡したことになっている）。ロシア政府は中性子爆弾が奪われたことが世界に発覚し、国際問題になることを危惧し、極秘裏に誰が中性子爆弾を奪取したのかを調査し、事を済ませようと諜報員を派遣したが、マヤによって諜報員が日本で殺害されてしまった、という経緯があった。
宗教組織の国家転覆テロ計画
宗教組織による大規模なテロ計画。Season1開始より2年前に藤丸がある企業のシステムにハッキングした際、その計画が発覚。『THIRD-i』に知らされたため、テロ計画の首謀者として教祖の神島紫門が逮捕され、テロ計画は阻止された。また、藤丸はそのテロ計画のことを竜之介に教える際に自分が『ファルコン』であることを告白し、以降THIRD-iに協力することになる。このテロ計画が阻止されたことにより、下記の警視庁毒ガステロ事件が発生し、ひいてはSeason1における藤丸および『THIRD-i』と神島一派の全面対決への火蓋が切られる端緒となった。
警視庁毒ガステロ事件
Season1開始より2年前の8月、宗教組織の信者15人が毒ガスを武器に逮捕された教祖の奪還を目論み、警視庁に対しテロを実行。教祖の奪還は失敗したが、87名の死傷者を出す大規模毒ガステロ事件となった。このテロ事件を起こした宗教組織は壊滅に追い込まれたとされた。だが実際には地下に潜伏して活動を続けており、やがて2年前の失敗の反省、スパイの調達（宝生など）を含めて再び表舞台へ出る活動へとステップアップしていき、Season1における藤丸および『THIRD-i』との全面対決を迎えたことでその活動は頂点に達した。
BLOODY-X（ブラッディ・エックス）
Season1に登場する殺人ウイルスの元になったもので、ソ連で天然痘ウイルスとエボラウイルスとを掛け合わせて作られた。症状はまず嘔吐と発熱から始まり、皮膚が爛れ発疹ができ、最後は全身粘膜から出血し、死亡する。発病後の生存率は専用の抗ウイルス剤を投与した場合を除き、ほぼゼロという恐ろしいウイルス。
感染後3時間以内に発病し、主に飛沫感染・接触感染で広がる。人体への感染および発病を経て活性化し、その感染力を大幅に増す特徴があるため、活性化前の状態における空気感染の力はそれほど高くない。しかし活性化したのちならば空気中で浮遊し、数km離れたところにまで拡大することができ、空気感染が可能となる。摂氏60度で死滅する。
Season1では『神島一派』らにより使用され、『THIRD-i』だけでなく民間人にも死者を出す結果となった。Season2においても『ピーターパン』により、『THIRD-i』およびパーティー出席者に対して使用される。
第三の皇帝
冷戦時代ソ連が作った史上最強の水素爆弾ツァーリ・ボンバのこと。数年前ロシアにて『魔弾の射手』に奪取され、東京の地下に隠されていた。
パンドラの匣
アメリカの全核ミサイルの発射を完全制御できる装置。アメリカ大統領がレベルB以上の紛争地域へ渡航する際に携帯が義務付けられている。起動には大統領の声と指紋と虹彩が必要で、一度下された命令はペンタゴンでも簡単には制御できず、制御できるのはDUPEと呼ばれる人物のみである。
CRAUNS（クラウンズ）
ラストシーズンに登場。自衛隊精鋭部隊「CRACKUNITS」の通称。「魔弾の射手」事件を切っ掛けに創設された防衛省管轄のテロ対策部隊で、全国自衛官から選抜されたトップエリートたちにより構成される。テロに対する「力」での対処を担当し、「諜報」分野で『THIRD-i』のバックアップを受けつつ行動するはずであった。
組織構造は『Cユニット』なる部隊名が明らかとなっているが、詳細は不明。
しかし実際は『物語綴』こと九条正宗の私兵で、東京ネオタワー占拠の実行犯である。

## 書誌情報
単行本
- Season 1

1. 2007年8月17日発行（同日発売[講 1]）、ISBN 978-4-06-363874-5
2. 2007年9月14日発行（同日発売[講 2]）、ISBN 978-4-06-363895-0
3. 2007年11月16日発行（同日発売[講 3]）、ISBN 978-4-06-363919-3
4. 2008年2月15日発行（同日発売[講 4]）、ISBN 978-4-06-363955-1
5. 2008年4月17日発行（同日発売[講 5]）、ISBN 978-4-06-363978-0
6. 2008年7月17日発行（同日発売[講 6]）、ISBN 978-4-06-384015-5
7. 2008年9月17日発行（同日発売[講 7]）、ISBN 978-4-06-384046-9
8. 2008年11月17日発行（同日発売[講 8]）、ISBN 978-4-06-384069-8
9. 2008年12月17日発行（同日発売[講 9]）、ISBN 978-4-06-384077-3
10. 2009年3月17日発行（同日発売[講 10]）、ISBN 978-4-06-384115-2
11. 2009年5月15日発行（同日発売[講 11]）、ISBN 978-4-06-384139-8

- Season 2 絶望ノ匣

1. 2009年12月17日発行（同日発売[講 12]）、ISBN 978-4-06-384230-2
2. 2010年2月17日発行（同日発売[講 13]）、ISBN 978-4-06-384257-9
3. 2010年5月17日発行（同日発売[講 14]）、ISBN 978-4-06-384304-0
4. 2010年8月17日発行（同日発売[講 15]）、ISBN 978-4-06-384348-4
5. 2010年10月15日発行（同日発売[講 16]）、ISBN 978-4-06-384386-6
6. 2011年1月17日発行（同日発売[講 17]）、ISBN 978-4-06-384431-3
7. 2011年3月17日発行（同日発売[講 18]）、ISBN 978-4-06-384463-4
8. 2011年5月17日発行（同日発売[講 19]）、ISBN 978-4-06-384491-7

- ラストシーズン

1. 2011年10月17日発行（同日発売[講 20]）、ISBN 978-4-06-384572-3
2. 2011年12月16日発行（同日発売[講 21]）、ISBN 978-4-06-384609-6
3. 2012年2月17日発行（同日発売[講 22]）、ISBN 978-4-06-384633-1
4. 2012年5月17日発行（同日発売[講 23]）、ISBN 978-4-06-384678-2

関連書籍
- 『BLOODY MONDAY Ver.0』2009年5月15日発行（同日発売[講 24]）、ISBN 978-4-06-375713-2
- 『BLOODY MONDAY ファルコンのコンピュータ・ハッキング』2009年12月17日発行（同日発売[講 25]）、ISBN 978-4-06-375847-4
- 『BLOODY MONDAY ファルコンのモバイル・ハッキング』2011年1月17日発行（同日発売[講 26]）、ISBN 978-4-06-376014-9

クロスメディアアプリ
- BLOODY MONDAY ブラッディ・マンデイ 公式アプリ 2012年2月10日配信開始 iOS対応

## モバイルゲーム
- ブラッディマンディ生物科学研究所 - テロリストの野望を阻止するため、3つのミッションをクリアすることを目的としたflashゲーム。待受コミック講談社にて配信。

## テレビドラマ
2008年10月11日から、TBS系列で毎週土曜日19:56 - 20:54（JST）に放送された日本のテレビドラマ。東宝とTBSの共同制作によるTBS土曜8時枠の連続ドラマの第3弾であり、三浦春馬のドラマ初単独主演作である。主演以外のキャストの豪華さや、flumpoolによるドラマ主題歌も大きな話題となった。
好評を博し、主要キャストを続投した「Season2」が2010年1月23日から放送された。視聴率はSeason1が二桁台でSeason2は一桁台だが、Season2の録画率はトップであった。
放送終了後も2020年4月に発表された「三浦春馬が最強にかっこよかった作品ランキング」（goo調べ）で1位になるなど根強い人気を誇り、配信リクエストも多数あったため、同年6月にParaviで独占初配信されることとなった。
Paravi配信に際して、神戸明プロデューサーは「こんな番組は後にも先にももうできないかなと、今でも思います。初主演の三浦春馬さんを中心に当時のキャスト・スタッフが一丸となって全話を全力疾走した熱を、ぜひ改めて感じていただきたいです」とコメントしており、この初配信決定リリース時（2020年6月16日）は、「ブラッディ・マンデイ」がTwitterトレンド入りするなど大きな反響を呼んだ。
その後2020年7月に主演・三浦春馬が死去、漫画原作者・脚本家の樹林伸は、「 〜中略〜（三浦の）打ち上げの時の素晴らしい挨拶は今もよく覚えている。いずれまたドラマでという願いは叶わなくなくなってしまったけれど、せめてご冥福をお祈りしたい。さようなら、ファルコン」と追悼メッセージを出した。

### キャスト
- 高木家
  - 高木藤丸 / ファルコン - 三浦春馬
  - 高木遥（藤丸の妹） - 川島海荷
  - 高木竜之介（藤丸の父） - 田中哲司

- 弥代学院高等部 新聞部
  - 九条音弥 - 佐藤健
  - 朝田あおい - 藤井美菜
  - 立川英 - 久野雅弘
  - 安斎真子 - 徳永えり

- THIRD-i（警察庁の秘密部隊）
  - 霧島悟郎 - 吉沢悠
  - 加納生馬 - 松重豊
  - 宝生小百合 - 片瀬那奈
  - 南海かおる - 芦名星
  - 澤北美姫 - 阿南敦子
  - 工藤明 - 久保田将至
  - 村上杏里 - 渡辺志穂（第3話 - ）
  - 中川沙織 - 原田佳奈（第4話 - 第6話）
  - 鎌田淳一郎 - 斎藤歩（第7話 - ）
  - 苑麻孝雄 - 中原丈雄
  - 沖田耕一 - 工藤俊作

- テロリスト集団
  - 折原マヤ - 吉瀬美智子
  - 神崎潤 / J - 成宮寛貴
  - 神島紫門 - 嶋田久作
  - 出門丈一（スナイパー） - TET
  - 安藤健 / ブルーバード - 山口龍人
  - 城田学 - 滝藤賢一
  - 有村望 - 恒吉梨絵
  - 宮本耀 - 安部魔凛碧
  - 西田笑太郎 - 斗澤康秋
  - 小林大助 - 谷口翔太

- その他
  - 九条彰彦（音弥の祖父、総理大臣） - 竜雷太
  - 安岡啓太郎（内閣官房長官） - 浜田晃
  - 敷村壮介（教授） - 神保悟志
  - 宗方瞳（研究員） - 村岡希美
  - 日景潔（教師） - 並樹史朗
  - 大杉健一（警視庁捜査部長） - 中根徹
  - 船木勘助（警視庁刑事） - 螢雪次朗
  - 伊庭刑事 - 尾崎右宗
  - 富永京子（看護師） - 宮澤美保
  - 田辺僚 - 永倉大輔
  - 池田勝彦 - 小久保丈二
  - 黒崎所長 - 山中敦史
  - 石川看守 - 野間口徹
  - 浅倉看守 - 佐伯新
  - 安田由紀子 - 江口のりこ（第1話・第2話）

Season2からのキャスト
- THIRD-i（警察庁公安特殊三課）
  - 萩原太朗 - 髙嶋政宏
  - 槙村慎二 - 水上剣星
  - 海堂秀光 - 又平デビット幸太郎
  - 琢磨洋子 - 秋田真琴
- 特殊医療拘置所
  - 赤石一彦 - 堀部圭亮
  - 倉野理沙 - 満島ひかり

- テロリスト集団〔魔弾の射手〕
  - レディバード - 八代みなせ
  - モスキート - 裵ジョンミョン
  - ホタル - 金原杏奈
  - ビースト - 肥野竜也
  - 江本加奈 - 阿部真美
  - ホーネット / 藤代壮太 - 神木隆之介（友情出演）

- その他
  - 水沢響（藤丸のバイト先仲間） - 黒川智花
  - 八木佑介（遥の彼・サッカー部） - 竹内寿
  - 島村太（法務大臣） - 藤木孝
  - 竹内由希（内閣情報調査室調査官） - 滝沢涼子
  - 疋田光利（国立総合医科大付属救急救命センター） - 矢柴俊博
  - 中林信行（千葉県警・スカイマーシャル） - 趙珉和
  - 種田登（操縦士） - 宮内敦士
  - 和田有香（フライトアテンダント） - 橋本亜紀
  - 鈴井卓也 - 柳澤貴彦
  - 教授 - 津嘉山正種

### スタッフ
- プロデューサー - 蒔田光治、樋口優香（Season1）、神戸明（Season1・2）
- 協力プロデューサー - 石丸彰彦（Season2）
- 脚本 - 蒔田光治（Season1）、渡辺雄介（Season1・2）
- 演出 - 平野俊一（Season1・2）、波多野貴文（Season1）、宮下健作（Season1）、麻生学（Season2）、渡瀬暁彦（Season2）
- 音楽 - 井筒昭雄（Season1・2）
- 音楽プロデュース - 志田博英（Season1・2）
- 特殊メイク - 松井祐一
- アクションコーディネイター - 田渕景也
- ガンエフェクト - BIGSHOT
- 技術協力 - 東通
- 美術協力 - アックス
- ハッキング監修 - サイバーディフェンス研究所、伊藤忠テクノソリューションズ
- スタジオ - 砧スタジオ
- 製作 - 東宝、TBS[注 4]

### 主題歌
Season1・2共にflumpoolが主題歌を担当。Season1の2008年当時は、flumpoolがデビューしたてで初めてのドラマ主題歌「Over the rain ～ひかりの橋～」を担当した点で大きな話題となり、Season2ではflumpoolが初の紅白出場を果たした次の日に「残像」が本作品のドラマ主題歌であることが発表され、こちらも話題になった。
- Season1：flumpool「Over the rain 〜ひかりの橋〜」（A-Sketch）
- Season2：flumpool「残像」（A-Sketch）

### 放送日程
Season1（2008年）
| 各話                                                       | 放送日   | サブタイトル | 脚本              | 演出       | 視聴率 |
| ---------------------------------------------------------- | -------- | --- | ----------------- | ---------- | ------ |
| 第1話                                                      | 10月11日 | 日本最後の日! 1人の命か!? 1000万人の命か!? 最凶ウイルステロの陰謀と伝説の天才ハッカーの闘いがいよいよ今夜はじまる!! | 蒔田光治          | 平野俊一   | 11.4%  |
| 第2話                                                      | 10月18日 | ウイルステロついに勃発!! 迫り来る日本最後の日!!                                                                     | 蒔田光治 渡辺雄介 | 波多野貴文 | 11.4%  |
| 第3話                                                      | 10月25日 | 裏切り者は誰だ!? 味方に潜む敵の影!! テロ首謀者・現る                                                                | 蒔田光治 渡辺雄介 | 宮下健作   | 11.3%  |
| 第4話                                                      | 11月01日 | 裏切りと悲劇の女!! 明らかになる日本壊滅テロの真相!?                                                                 | 蒔田光治 渡辺雄介 | 平野俊一   | 10.8%  |
| 第5話                                                      | 11月08日 | 東京壊滅!? 現れたテロ首謀者との生死を懸けた対決!!                                                                   | 渡辺雄介          | 平野俊一   | 12.2%  |
| 第6話                                                      | 11月15日 | 日本最後の日!? 破壊と滅亡、そして父の真相が明らかに                                                                 | 渡辺雄介          | 波多野貴文 | 11.6%  |
| 第7話                                                      | 11月22日 | テロ全貌が今夜明らかに!! 非情な計画が日本を襲う!!                                                                   | 渡辺雄介          | 宮下健作   | 11.9%  |
| 第8話                                                      | 11月29日 | 遂に大量感染!? 拘置所に眠る犯罪者の大脱走計画の全貌                                                                 | 渡辺雄介          | 平野俊一   | 10.1%  |
| 第9話                                                      | 12月06日 | テロ最終章!! 神が与えし教祖の死、そして最後の月曜へ                                                                 | 渡辺雄介          | 波多野貴文 | 11.1%  |
| 第10話                                                     | 12月13日 | 東京炎上!? 死と裏切りと絶叫の中、遂にテロ最終舞台へ                                                                 | 渡辺雄介          | 宮下健作   | 09.9%  |
| 最終話                                                     | 12月20日 | 今夜0時東京壊滅テロ宣言へ!! 生死を懸けた終幕へ                                                                      | 渡辺雄介          | 平野俊一   | 13.2%  |
| 平均視聴率 11.4%（視聴率は関東地区・ビデオリサーチ社調べ） |          | |                   |            |        |

Season2（2010年）
| 各話                                                      | 放送日  | サブタイトル | 脚本     | 演出     | 視聴率 |
| --------------------------------------------------------- | ------- | --- | -------- | -------- | ------ |
| 第1話                                                     | 1月23日 | 今夜日本に核投下!! 最凶テロの日本再始動計画…衝撃の首相暗殺1500万人の命が一瞬で!! 止まらない悲劇に伝説のハッカーの孤独な戦いが今、始まる!! | 渡辺雄介 | 平野俊一 | 9.5%   |
| 第2話                                                     | 1月30日 | 東京壊滅テロへ!! 迫るテロの悲劇と東京最期の日!?                                                                                           | 渡辺雄介 | 麻生学   | 7.9%   |
| 第3話                                                     | 2月06日 | 友情と裏切り…驚愕の毒ガステロの真相!! 味方に敵が!?                                                                                        | 渡辺雄介 | 麻生学   | 8.3%   |
| 第4話                                                     | 2月13日 | ヒロイン死す!! 裏切り者の正体分かる舞い降りる死の灰!?                                                                                     | 渡辺雄介 | 平野俊一 | 6.6%   |
| 第5話                                                     | 2月20日 | 今夜、日本沈没!? 最悪の核が遂に!? | 渡辺雄介 | 平野俊一 | 8.4%   |
| 第6話                                                     | 2月27日 | 最愛の友の死!? 現れた宿敵の顔は!! 最凶テロが遂に終幕!?                                                                                    | 渡辺雄介 | 麻生学   | 9.1%   |
| 第7話                                                     | 3月06日 | 最終決戦の時!! テロ首謀者の真相と正体!? 遂に迎えた終焉                                                                                    | 渡辺雄介 | 麻生学   | 7.4%   |
| 第8話                                                     | 3月13日 | 全真相が遂に!! 首謀者は!? 原発とは!? 復讐とは!? 衝撃の真相と結末!!                                                                        | 渡辺雄介 | 渡瀬暁彦 | 7.8%   |
| 最終話                                                    | 3月20日 | この世の果てテロの悲劇と結末へ!! 明かされる真実と鍵                                                                                       | 渡辺雄介 | 平野俊一 | 7.7%   |
| 平均視聴率 8.1%（視聴率は関東地区・ビデオリサーチ社調べ） |         | |          |          |        |

### DVD
- ブラッディ・マンデイ シーズン1 DVD-BOX I（2009年1月23日発売）ASBP-4326
- ブラッディ・マンデイ シーズン1 DVD-BOX II（2009年3月27日発売）ASBP-4327
- ドキュメント of ブラッディ・マンデイ（2010年3月5日発売）〈完全受注生産／販売はTBSishop＆ローソンのみ〉
- ブラッディ・マンデイ シーズン2 DVD-BOX（2010年6月25日発売）

### 書籍
- 『ドキュメント of ブラッディ・マンデイ オフィシャルブック』（2010年2月26日、講談社Mook with編集部） ISBN 978-4-06-379434-2

### 配信
Paraviでは2020年6月20日からSeason1を、7月20日からSeason2を独占初配信（サブスクリプション方式）。
6月16日の初配信決定リリース時に「ブラッディ・マンデイ」がTwitterトレンド入りした。さらに、配信開始から1週間（6月20日 - 6月26日）のParavi内再生数ランキングでは1位を記録した。

### 補足
- 同枠では本作品以降より撮影にシネマ風エフェクト（フレームレートを30fpsから24fpsにわざと落として表現させる）を用いた作品が多く見られるようになった[80]。
- 番組の最後に『番組中の通称「ハッキング」行為は「不正アクセス禁止法」に触れる犯罪です。ストーリーのフィクションなので絶対に真似しないでください。』という視聴者への注意喚起のテロップが表示されている。
- Season1では藤丸やその他の人物が使うパソコンとしてHP製のPCを主に用いられたが、Season2ではAppleのMacが主に用いられている。
- Season2では、放送開始の時点で連載中だったため、ドラマ化に当たって原作者や編集部と打ち合わせをした上で別のストーリーが用意された。
- ドラマ内でファルコンが使用するOSはUSBブート（USBメモリーなどの外部ストレージにOSを構築し、それをコンピュータに読み込ませることによって外部ストレージ内のOSをコンピュータ上で起動させ、使用できるようにする方法）で起動するタイプで、そのOSを第三者が真似たもの（主にUbuntuベース）がインターネット上で多数公開された（現在でもいくつかダウンロードが可能なものもある）。
- 2作とも台本の監修を市川順之という人物が担当しており、エンドロールにセキュリティ監修として名前が載っている。
- Season2の最終回では、東日本高速増殖炉の高速増殖炉のシーンがあった。炉心温度が1543℃で止まったが、それ以上温度が上がると炉心溶融（メルトダウン）を起こして、日本が壊滅する核爆発ギリギリ寸前で免れた。炉心温度が約1600℃弱でメルトダウンを起こしていた。